# Zalužnica
Zalužnica (serb. Залужница) – wieś w Chorwacji, w żupanii licko-seńskiej, w gminie Vrhovine. Leży w regionie Lika. W 2011 roku liczyła 220 mieszkańców.